# Возрождение (посёлок, Саратовская область)
Возрождение — посёлок на правом берегу реки Волга в Хвалынском районе Саратовской области. Образует Возрожденческое муниципальное образование.

## География
Находится в 36 км от административного центра района — города Хвалынск. С посёлком соседствуют село Благодатное и посёлок Северный. Рядом протекает река Терешка.

## История
В разгар Великой Отечественной войны в этом районе началось строительство одноколейной железной дороги от станции Сенная до города Сызрань. Это нужно было для форсирования отправки грузов и армейских соединений в Сталинград. Строительство шло с двух направление и в итоге, где они соединились, образовалась станция Возрождение. Впоследствии помимо грузовых, стали ходить и пассажирские, был построен вокзал.
В начале 1950-х годов идет строительства жилья, коммуникаций, учреждений. В это же время, в 3 км от станции возник лагерь для заключенных, осужденных по окончании войны. Они были задействованы в строительстве бараков, административных зданий. После ареста Берии лагерь был ликвидирован. 
Основан на месте колонии-поселения, ликвидированного в 1953 году. Сюда стало переселяться население затопленных в 1960-е годы прибрежных сёл. 
В 2003 году посёлок городского типа Возрождение Хвалынского района был преобразован в сельский населённый пункт.

## Население
| 1959  | 1970  | 1979  | 1989  | 2002  | 2010  | 2012  |
| ----- | ----- | ----- | ----- | ----- | ----- | ----- |
| 2301  | ↗4297 | ↘3706 | ↘3461 | ↘2758 | ↘2550 | ↘2519 |
| 2013  | 2014  | 2015  | 2016  | 2017  | 2018  | 2019  |
| ↘2183 | ↘2160 | ↘2103 | ↘2045 | ↘2005 | ↗2013 | ↘2000 |
| 2020  | 2021  |       |       |       |       |       |
| ↘1996 | ↗2058 |       |       |       |       |       |

## Инфраструктура
В связи с бурным ростом производства электроэнергии (запуск Сталинградской и Куйбышевской ГЭС, строительства Саратовской ГЭС) и благодаря наличию трудовых ресурсов, железнодорожных и водных путей здесь был организован завод по производству комплексных распределительных устройств завод «Электрофидер». Позже был построен завод ЖБИ (ныне обанкротился). В 1953 году основана средняя школа № 5,. В 2002 году здание старого детского сада было приспособлено под церковь Успения Пресвятой Богородицы (при церкви воскресная школа и библиотека). Есть реабилитационное отделение Центра социального обслуживания населения. 
Посёлок вытянулся на 7 километров от железнодорожной станции и исторически делится на «станцию», «первый городок», «рабочий», «ИТР» (по месту проживания первых работников завода) и «второй городок». 
Железнодорожная станция Возрождение Приволжской железной дороги. 

## Интересные факты
В августе 1979 года на стадионе завода «Электрофидер», во время очередного спортивного праздника, в качестве гостей присутствовали футболисты-ветераны сборной СССР по футболу, а именно — легендарный нападающий московского «Торпедо» Эдуард Стрельцов, нападающий «Динамо» Игорь Численко и звезда первых послевоенных лет, вратарь Алексей Хомич.